# Архипкин, Вадим Вячеславович
Вадим Вячеславович Архипкин (род.15 сентября 1990 года) — российский хоккеист с мячом, полузащитник ХК «Бруберг» и сборной России, двукратный чемпион мира.

## Биография
В. В. Архипкин родился в Москве, где и начал заниматься хоккеем с мячом. Но первой взрослой командой Архипкина стала шведская «Селонгер» в сезоне 2007/2008, выступающая в первой лиге шведского чемпионата. Через год получил приглашение в «Бруберг», представляющий элитный дивизион.
Лишь через четыре года Вадим Архипкин вернулся в Москву. В 2011 году он становится дважды чемпионом мира: на молодёжном чемпионате мира 2011 года в подмосковном посёлке Обухово и на чемпионате мира 2011 года в Казани.
Кроме того дважды (2012, 2013) он становится чемпионом России в составе московского «Динамо».
Отец Вадима Архипкина — Вячеслав Архипкин, игрок сборных СССР и России по хоккею с мячом.

## Достижения
- Чемпион России – 2011/2012, 2012/2013
- Серебряный призёр чемпионата России - 2013/2014
- Обладатель Кубка России – 2011 (осень), 2012
- Обладатель Суперкубка России - 2012/13, 2013/14
- Обладатель Кубка мира - 2013
- Обладатель Чемпионского кубка Эдсбюна - 2013
- Чемпион мира – 2011, 2018
- Победитель Турнира четырёх наций - 2017, 2019
- Серебряный призёр Турнира четырёх наций - 2018
- Чемпион мира среди молодёжных команд -  2011
- Бронзовый призёр международного турнира на призы Правительства России - 2010 (в составе молодёжной сборной России)